# Małyszynek
Małyszynek – wieś w Polsce położonej w województwie łódzkim, w powiecie wieluńskim, w gminie Wieluń.
W latach 1975–1998 miejscowość administracyjnie należała do województwa sieradzkiego.